# Carlos Chagas (ort)
Carlos Chagas är en ort i Brasilien.   Den ligger i kommunen Carlos Chagas och delstaten Minas Gerais, i den sydöstra delen av landet, 800 km öster om huvudstaden Brasília. Carlos Chagas ligger 206 meter över havet och antalet invånare är 13 206.
Terrängen runt Carlos Chagas är varierad. Det finns inga andra samhällen i närheten. 
Omgivningarna runt Carlos Chagas är huvudsakligen savann. Runt Carlos Chagas är det glesbefolkat, med 8 invånare per kvadratkilometer.